# Édouard Doublet
Pour les articles homonymes, voir Doublet.

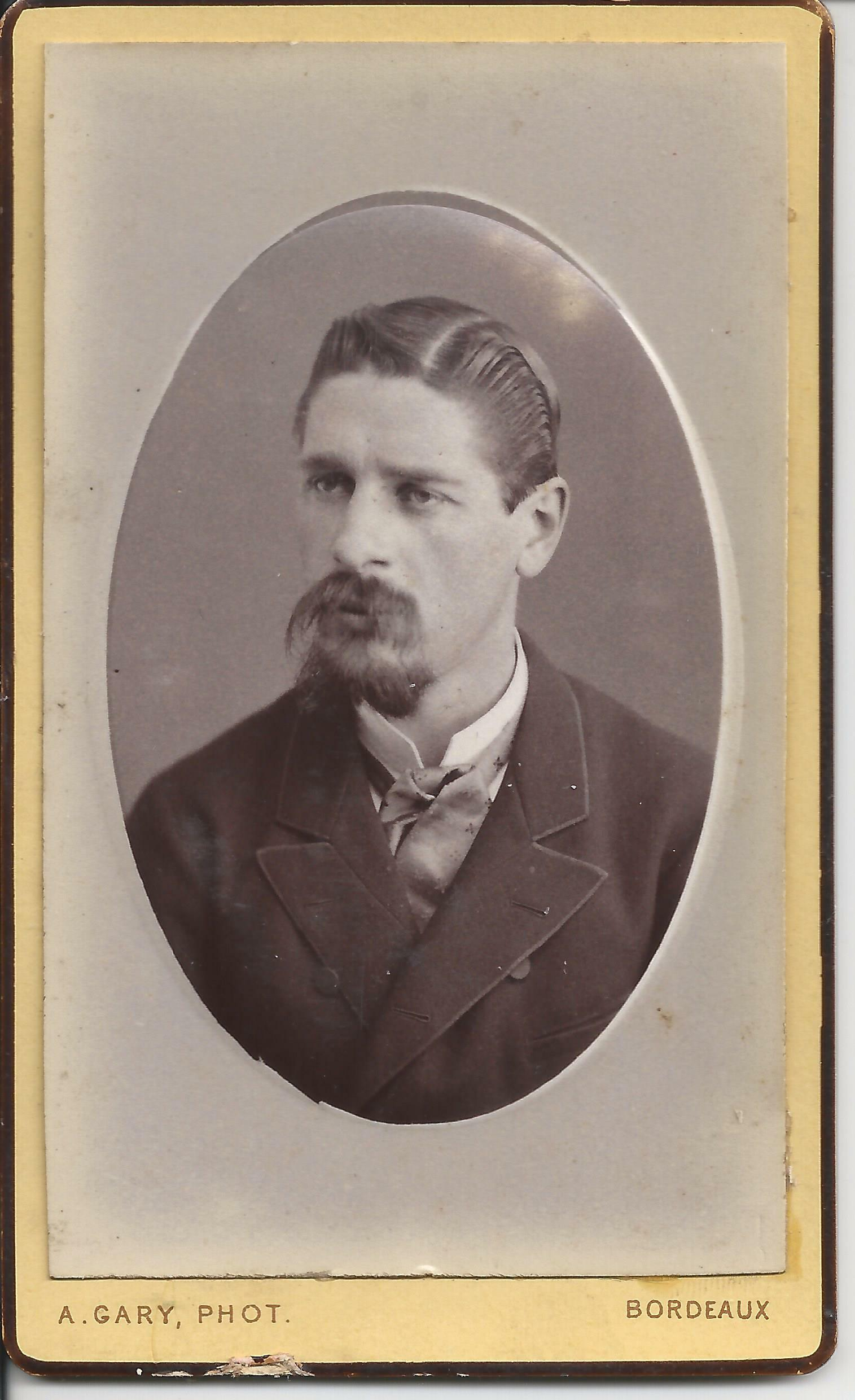
Édouard Doublet

Édouard Doublet, né le 1er janvier 1855 à Paris 11e et mort le 16 novembre 1940 à Montauban, est un astronome français.

## Biographie
Son père était négociant. Le 13 novembre 1875, il contracta l'engagement de se vouer pendant dix ans à l'instruction publique et fut ainsi, en vertu de la loi de 1872, dispensé de service militaire. Il fut maître-auxiliaire au Lycée Saint-Louis à Paris (1875-1876), au Lycée de Lille (1876-1877), puis au Lycée de Bordeaux.
Georges Rayet écrivait au Recteur le 26 novembre 1879 : « J'ai... l'honneur de vous proposer de vouloir bien déléguer d'une manière temporaire au service de l'observatoire, et à partir du 1er décembre 1879, Mr Doublet, aujourd'hui maître-auxiliaire au Lycée de Bordeaux... Mr Doublet, qui sollicite son admission à l'Observatoire, est un de mes bons élèves de la Licence de mathématiques. »
Doublet fut nommé élève-astronome le 1er janvier 1880 et obtint sa Licence en novembre. Il devint ensuite aide-astronome le 22 août 1883, puis astronome-adjoint le 30 avril 1914, en remplacement de Borrelly. Il fut toujours affecté au service méridien dont il devint responsable vers 1885.
Le 28 février 1884, Rayet écrivait à Wolf : « Doublet observe bien, mais il manque d'énergie. C'est un garçon de 29 ans, grand et maigre, d'aspect un peu triste et peu élégant de sa personne. »
En 1905, son directeur écrivait à son sujet : « Mr Doublet est le plus ancien des aides astronomes... Il s'est incarné dans le service méridien auquel il est attaché depuis 25 ans et n'a, je crois, aucun désir de le quitter - il observe correctement et avec beaucoup de conscience. Au point de vue du métier, il a rendu à l'observatoire des services signalés. Mr Doublet est marié et élève avec grand soin une jeune fille de 19 ans qui se destine à l'enseignement. »
Le 5 mai 1915, Luc Picart le notait ainsi : « fonctionnaire consciencieux et zélé dont l'activité se tourne de plus en plus vers les études historiques et biographiques ». Le 27 mai 1923, il écrivait au Recteur de l'Académie : « Mr Doublet, né le 1er janvier 1855, est attaché à l'observatoire de Bordeaux depuis le 1er janvier 1880 ; durant ces quarante années, il a fait preuve d'une assiduité remarquable, particulièrement pour les observations méridiennes ; il est encore très valide, et pourrait continuer à rendre des services, mais le conseil des observatoires, dans sa dernière séance, a émis l'avis qu'il serait dangereux de prolonger trop la carrière des astronomes, en risquant de retarder l'avancement, alors que le recrutement du personnel devient de plus en plus difficile ; je ne puis que me ranger à cette opinion, malgré le regret que j'éprouve à voir diminuer les ressources d'un fonctionnaire aussi méritant. »
Doublet a pris sa retraite le 1er novembre 1923. 

## Publications
- Le Naufrage de La Méduse : à propos de son centenaire, Bordeaux, Impr. de Gounouilhou, 1917, 55 p., in-8° (lire en ligne [PDF]). — Extrait de la Revue philomathique de Bordeaux et du Sud-Ouest, 1916-1917.
- Une Histoire de l'astronomie, Paris, Doin, 1922 (lire en ligne).
- L'Astronomie de l'amateur, J-B. Bailliére et Fils, coll. « Bibliothèque pratique de l'amateur », 1930.

## Source
- Archives de l'observatoire de Bordeaux.